# Acanthormius concavus
Acanthormius concavus är en stekelart som beskrevs av Papp och Van Achterberg 1999. Acanthormius concavus ingår i släktet Acanthormius och familjen bracksteklar. Inga underarter finns listade i Catalogue of Life.